# Шкотски ратови за независност
Шкотски ратови за независност представљају серију оружаних сукоба Краљевине Енглеске и Краљевине Шкотске у периоду од 1296. до 1357. године. У том периоду водила су се два рата за шкотску независност: Први рат је трајао од 1296. до 1328. године и завршио се уговором у Нортхемптону. Други рат трајао је од 1332. до 1357. године и завршен је миром у Бервику.

## Први рат за шкотску независност

### Увод
Крајем 13. века, енглески краљ Едвард I посегао је за шкотском круном. Он је тежио да своју власт прошири на територију читавих Британских острва. Слични процеси одвијали су се и у читавој Европи. Између многих сродних државица, једна би се истакла као најмоћнија и она је приморавала остале да јој се покоре. Тамо где је отпор био мали, а етничке разлике нису биле знатне, овај процес вршио се са мање потреса. У другим случајевима тежња моћније државе да припоји своје слабије суседе доводила је до дуготрајних ратова. Таквав је био и Први шкотски рат за независност.

### Повод
Непосредан повод за освајачки рат у Шкотској била је смрт шкотског краља Александра III. Он је погинуо несрећним случајем, стропоштао се с коња низ литицу. Једини његов наследник била је унука Маргарета која, по шкотским обичајима, није могла да наследи престо. Енглески краљ је предложио брак између свог сина, принца од Велса и Маргарите уз унију ове две краљевине. Већина шкотских племића прихватила је овај предлог. Принцеза Маргарита, која је живела у Норвешкој, запловила је према Енглеској. Али до ње није стигла јер се у путу разболела и умрла у својој седмој години. Њеном смрћу започела је мучна историја борби за шкотски престо за које је постојало дванаест претендената. Едвард је, као арбитар, дао предност Џону Бејлиолу, наспрам Роберта Бруса. Џон Бејлиол је признао Едварда за свог господара.
Међутим, 1295. године Шкоти се, под командом Џона Бејлиола одупиру енглеској власти. Шкотско племство није показало одлучно у борби. Оно је било подељено у својој лојалности између енглеског и шкотског краља.

### Почетак рата
Пошто се Бејлиол одрекао вазалства, Едвард је у пролеће 1296. године са 10.000 пешака и 1000 коњаника прешао реку Твид и почео напад на Бервик који је 30. марта капитулирао. За одмазду због одлучног отпора бранилаца, Едвард је извршио покољ месног становништва. Један одред војске упућен је одатле на Данбар који се, после жилавог отпора, предао. После осмодневне опсаде, Енглези су заузели Единбург, а 10. јула се предао краљ Бејлиол.
Крупни шкотски феудалци англо-норманског порекла били су наклоњени Енглезима. После сурове и понижавајуће енглеске окупације ниже сеоско племство, сељаци и градови дижу побуне. То је довело до општег устанка и отпочињања Шкотских ратова за независност. Под вођством националног хероја Волеса, Шкоти су 11. септембра 1297. године однели одлучну победу код Стерлинг Бриџа и протерали остатак Енглеза из Шкотске. Наредне године Енглези односе победу код Фолкерка (22. јул), али шкотски отпор није тиме био сломљен. Настављен је герилски рат под вођством Роберта Бруса.

### Врхунац рата и ослобађање Шкотске
Због несређеног стања у Енглеској и односа са Француском, Едвард је тек у јесен 1303. године приступио ширим акцијама. У септембру је поново упао у Шкотску и по други пут је окупирао. У лето 1304. године Енглези су освојили замак у Стирлингу. Њихова најезда била је праћена пљачком и паљевинама.
Шкотско племство се полако потчињавало Енглезима, али када је Волес зверски погубљен устанак се поново распламсао. Брус се 25. марта 1306. године крунисао за краља Шкотске. Пошто га је Едвард потукао код Метвена (26. јун), Брус је морао побећи у Ирску одакле се вратио тек 1307. године. Потом је настао период трогодишњег мира.
Енглези су у Шкотској држали само утврђења која је Брус нападао и освајао једно за другим. Најзад је Брус, 24. јуна 1314. године, у бици код Бенокберна нанео енглеским феудалцима највећи пораз у њиховој историји. Тиме се Шкотска изборила за независност, а Брус је проширио своја дејства на север Енглеске. Борба против енглеског феудализма за домаће сељаке била је у исто време и борба против домаће аристократије која их је тлачила.

### Крај рата
Шкоти су, 1315. године, помогли устанак против енглеске власти у Ирској. 1320. године група шкотских племића шаљу папи Декларацију из Арброта којом од њега траже да призна независну Шкотску краљевину. Сличне декларације шаљу Роберт Брус и свештенство. Нови упад Енглеза у Шкотску 1322. године, завршио се потпуним поразом и после више локалних неуспеха који су трајали још шест година, Енглези су приморани да потпишу уговор у Нортхемптону (1328. године) којим признају независност Шкотске.

## Други рат за шкотску независност
Неколико година касније, разбаштињени шкотски и енглески феудалци кренули су на Шкотску са неколико хиљада људи. Предводио их је Едвард Бејлиол. У бици код Даплин Мјура (9. август 1332. година) они су победили шкотског регента Донелда од Мара. Бејлиол се 24. септембра у Скону крунисао за краља Шкотске, али је већ после четири месеца присиљен да побегне у Енглеску.
Едвард III, који се до тада држао по страни, почео је активно подржавати Бејлиола. 19. јула 1333. године Едвард је нанео Шкотима тежак пораз код Хелидон Хила. Бејлиол је још једном завладао Шкотском, али овога пута као вазал енглеског краља. Југозападни део Шкотске припојен је Енглеској. Едвард III продро је 1335. године у Перт, а 1336. године у Инвернес. Због Стогодишњег рата отежано је даље вођење рата у Шкотској. Протерани Дејвид II Брус заузео је 1339. године Перт, а 1341. године Единбург. При поновном упаду у Енглеску, Дејвид је потучен код Невилс Кроса (17. октобар 1346.) и пао у енглеско ропство. Пуштен је тек 1357. године пошто је признао Едварда за господара.